# Криворучко, Василий Павлович
Васи́лий Па́влович Кривору́чко (1919—1994) — живописец, художник-график. Заслуженный работник культуры РСФСР (1979). Лауреат премии Сергея Радонежского (1992), почетный гражданин Воронежа (1993), общественный деятель.
В. П. Криворучко родился 10 августа 1919 года в селе Ново-Песчаное (ныне Бурлинский район Алтайского края).
На Алтай многодетная семья будущего художника бежала от голода, но надежда найти лучшую долю не оправдалась. Заработков отца семейства едва хватало, чтобы свести концы с концами, поэтому в 1926 году семья Криворучко вернулась в родные пенаты — в Донецк. Именно там, в кружке городского Дома культуры, 10-летний Василий впервые взял в руки кисть.
Василий Павлович учился в Харьковском художественном училище (1935—1939).
Участник Великой Отечественной войны в качестве командира отделения связи 12-й армии Юго-Западного фронта.
В 1946 году продолжил учёбу в Московском государственном педагогическом институте на художественно-графическом отделении. Вскоре уехал в Закарпатье, в город Мукачево, где продолжил занятия живописью. Его наставником стал известный художник Ю. Г. Вирага, который в своё время учился в Мюнхене и Париже, а вскоре уже работы самого Криворучко получили признание на областных и республиканских выставках.
Участвовал в художественных выставках с 1937 года.
В Воронеже жил с 1951 года. В 1950-е, следуя веяниям времени, он много писал на «индустриальные темы». Тогда появились такие известные его картины, как «Воронеж — стройкам коммунизма», «Строительство Нововоронежской АЭС»… Одновременно вёл активную общественную работу: заседал в горсовете, возглавлял художественный фонд и Воронежское отделение СХ РСФСР, был избран членом СХ СССР (1952).
Однако идеологические рамки были тесны Василию Павловичу. Его главные произведения — исторические циклы: «Воронеж корабельный», «Моя Русь», «На поле Куликовом». Кроме того, Василием Павловичем созданы исторические циклы «Мы русские люди», «На защиту Отчизны», «Горит татарника огонь». Так же Криворучко создал серию произведений на основе поездок по странам Европы, Средиземноморья и Африки.
Василий Павлович известен также, как активный борец за сохранение памятников истории и культуры.
Работы В. П. Криворучко находятся в Музее истории Москвы, Тульском музее изобразительных искусств, Владимирском историко-художественном музее-заповеднике, Псковском музее-заповеднике, Краснодарском музее изобразительных искусств, Новосибирской картинной галерее и в других российских музеях, а также в частных собраниях Финляндии, Швеции, Бельгии, Чехии и США.
С 1969 по 2000 год издано более 40 альбомов и каталогов художника, в том числе выпущено три набора открыток с репродукциями его произведений. Библиография, упоминающая о нём, насчитывает более 300 изданий.

## Семья
Жена — Ксения Успенская (27 ноября 1922 — 13 апреля 2019), живописец, член Союза художников (1955). Дочь Н. А. Успенского.

## Память
- В Воронеже его именем названа улица.
- На доме, где жил художник (Профессорский дом СХИ) в 1970-94 (ул. Тимирязева, 1), установлена мемориальная доска (1998).
- С сентября 2005 года Лискинская картинная галерея носит имя Криворучко.